# Измайлова, Асия Сафиулловна
Асия Сайфиулловна Измайлова (2(15).08.1903, г. Симбирск — 3.01.1993, Москва) — певица (меццо-сопрано), педагог, народная артистка Татарской АССР (1939), преподаватель Московской консерватории имени Чайковского.

## Биография
Асия Измайлова родилась 15 августа 1903 года в посёлке Куликовка, на городской окраине Симбирска, в семье симбирского железнодорожника. Девочка с детства очень любила петь и она организовывала концерты для грузчиков-железнодорожников во время перерыва и для жителей посёлка. 15-летняя участвовала в спектаклях татарской драматической труппы в Симбирске. После Октябрьской революции концертную деятельность начала исполнением татарских народных песен перед бойцами Красной Армии. До 1922 года Асия Измайлова работала инструктором женотдела Симбирского губкома ВКП(б) и губнаробраза. И здесь она приложила усилия для открытия татарских школ.
В 1924 году участвовала в создании Московского центрального татарского рабочего театра. Театр успешно выезжал и выступал на гастролях по стране.
В 1927—1929 годах работала в Казани. Она продолжала концертную деятельность, участвовала в первых радиоконцертах.
Тот факт, что во время репрессий в руках НКВД оказался брат Асии, долгое время мешал её карьере, но всё же она выбрала большую сцену.
В 1938 году окончила Оперную татарскую студию, и в 1953 окончила вокальный факультет Московской консерватории.
В 1939-44 годах выступала солисткой Татарского театра оперы и балета. Исполняла партии Бадиги («Галиябану» Музафарова), Майсара («Голубая шаль» Ключарёва), Бике («Качкын» Жиганова), Ольга («Евгений Онегин»), Ксения («Борис Годунов»), Зибель («Фауст») и другие.
Асия Сафиулловна в 1944-50 годы работала руководителем и педагог-консультант драматической татарской студии ГИТИСа и Оперной татарской студии при Московской консерватории.
До 1987 годы Измайлова преподавала на кафедре сольного пения консерватории имени Чайковского.
Измайлова Асия Сафиулловна прожила 89 лет, похоронена в Москве.

## Известные адреса
- Казань, Профсоюзная улица, дом 17, кв. 8[5].